# Trachycalymma cristatum
Trachycalymma cristatum là một loài thực vật có hoa trong họ La bố ma. Loài này được (Decne.) Bullock miêu tả khoa học đầu tiên năm 1953.